# Matthias Schloo
 (juin 2009).
Matthias Schloo est un acteur né le 6 avril 1977 à Hambourg.
Il a fait une brève apparition notamment dans la série Rosamunde Pilcher et puis dans la saison 2 de la série Berlin, Berlin.

## Filmographie

### Cinéma
- Miss Ibiza
- Le rêve américain
- Le bonheur à nouveau

### Téléfilms
- 2007 : L'homme le plus romantique (Der Mann meiner Träume) : Albert Woolbridge
- 2008 : Petits secrets entre amis (Zwischen Himmel und Erde) : Gero Menke
- 2009 : Une mère envahissante (Mama kommt!) : Lars Rühmann
- 2010 : Mia et le millionnaire (Küss dich reich) : Edgar Schnell

### Séries télévisées
- Alerte Cobra
- Berlin, Berlin
- Les aventures amoureuses de Lola
- Un Drôle de Duo
- Bronski & Bernstein
- Pitch
- Fortune et Trahisons